# Les Monceaux
Les Monceaux és un municipi francès situat al departament de Calvados i a la regió de Normandia. L'any 2007 tenia 171 habitants.

## Demografia

### Població
El 2007 la població de fet de Les Monceaux era de 171 persones. Hi havia 62 famílies de les quals 12 eren unipersonals (4 homes vivint sols i 8 dones vivint soles), 23 parelles sense fills, 19 parelles amb fills i 8 famílies monoparentals amb fills.
La població ha evolucionat segons el següent gràfic:
Habitants censats

### Habitatges
El 2007 hi havia 74 habitatges, 65 eren l'habitatge principal de la família, 7 eren segones residències i 2 estaven desocupats. 73 eren cases i 1 era un apartament. Dels 65 habitatges principals, 52 estaven ocupats pels seus propietaris, 10 estaven llogats i ocupats pels llogaters i 3 estaven cedits a títol gratuït; 7 tenien tres cambres, 19 en tenien quatre i 39 en tenien cinc o més. 61 habitatges disposaven pel capbaix d'una plaça de pàrquing. A 25 habitatges hi havia un automòbil i a 36 n'hi havia dos o més.

### Piràmide de població
La piràmide de població per edats i sexe el 2009 era:
| Homes | Edats   | Dones |
| ----- | ------- | ----- |
| 0     | 95 o +  | 0     |
| 0     | 90 a 94 | 0     |
| 0     | 85 a 89 | 0     |
| 0     | 80 a 84 | 0     |
| 4     | 75 a 79 | 4     |
| 4     | 70 a 74 | 0     |
| 4     | 65 a 69 | 8     |
| 0     | 60 a 64 | 4     |
| 12    | 55 a 59 | 0     |
| 8     | 50 a 54 | 8     |
| 16    | 45 a 49 | 16    |
| 0     | 40 a 44 | 12    |
| 4     | 35 a 39 | 0     |
| 4     | 30 a 34 | 0     |
| 0     | 25 a 29 | 0     |
| 16    | 20 a 24 | 4     |
| 12    | 15 a 19 | 12    |
| 4     | 10 a 14 | 8     |
| 4     | 5 a 9   | 0     |
| 0     | 0 a 4   | 0     |

## Economia
El 2007 la població en edat de treballar era de 107 persones, 81 eren actives i 26 eren inactives. De les 81 persones actives 76 estaven ocupades (43 homes i 33 dones) i 5 estaven aturades (4 homes i 1 dona). De les 26 persones inactives 9 estaven jubilades, 9 estaven estudiant i 8 estaven classificades com a «altres inactius».

### Ingressos
El 2009 a Les Monceaux hi havia 69 unitats fiscals que integraven 180 persones, la mediana anual d'ingressos fiscals per persona era de 20.867 €.

### Activitats econòmiques
Dels 8 establiments que hi havia el 2007, 2 eren d'empreses de construcció, 1 d'una empresa de comerç i reparació d'automòbils, 1 d'una empresa de transport, 1 d'una empresa immobiliària, 2 d'empreses de serveis i 1 d'una empresa classificada com a «altres activitats de serveis».
Dels 2 establiments de servei als particulars que hi havia el 2009, 1 era una fusteria i 1 electricista.
L'any 2000 a Les Monceaux hi havia 10 explotacions agrícoles que ocupaven un total de 464 hectàrees.

## Poblacions més properes
El següent diagrama mostra les poblacions més properes.